# Yurungkash
Lo Yorungqash o Fiume della giada bianca, scritto anche Yorungkax (cinese:白玉河, pinyin: Báiyù Hé), è un fiume che scorre nella parte meridionale dello Xinjiang, in Cina.
Le sorgenti del fiume si trovano sui monti Kunlun, nell'area di Togatax (35°36′N 81°24′E). Il fiume scorre verso est per circa 200 km prima di dirigersi a nord per altri 200 km, ed attraversare Hotan (37°06′36″N 79°58′12″E). A nord di Hotan si asciuga nel deserto di Taklamakan. Il suo letto stagionale si unisce a quello del fiume Karakash nei pressi di Koxlax (circa 200 km a nord di Hotan, 38°04′48″N 80°33′36″E), da dove prosegue a nord col nome di fiume Khotan ed attraversa Piqanlik (40°03′00″N 80°53′24″E). Stagionalmente riesce ad attraversare il deserto, unendosi al Tarim a 42°29′N 80°56′E.
Il fiume prende il nome dalla giada bianca che spesso si trova nei suoi depositi alluvionali.